# Калинка (притока Лобжанки)
Калинка, Калиниця (біл. Калінка, Калініца) — річка в Климовицькому районі Могильовської області, ліва притока річки Лобжанка (басейн Дніпра). Довжина 5,2 км.
Починається за 1 км на схід від села Заруччя, Гирло за 2 км на південь від села Синеж. Русло каналізоване протягом 4,5 км (від села Заруччя до гирла).
На річці розташоване місто Климовичі.